# Linie 8 der Pariser Straßenbahn
| Streckenlänge: | 8,5 km               |                               |                               |
| Spurweite: | 1435 mm (Normalspur) |                               |                               |
| |                      |                               |                               |
| Eröffnung: | 2014                 |                               |                               |
| Stationen: | 17                   |                               |                               |
| \| \| 3 \| Épinay-Orgemont \| Épinay-Orgemont \| \| \| 3 \| Épinay-sur-Seine – Gare \| Épinay-sur-Seine – Gare \| \| \| 3 \| Gilbert Bonnemaison \| Gilbert Bonnemaison \| \| \| 3 \| Lacépède \| Lacépède \| \| \| 3 \| Rose Bertin \| Rose Bertin \| \| \| 3 \| Les Béatus \| Les Béatus \| \| \| 3 \| Les Mobiles \| Les Mobiles \| \| \| 3 \| Blumenthal \| Blumenthal \| \| \| \| Depot \| \| \| \| 3 \| Villetaneuse-Université \| Villetaneuse-Université \| \| \| 3 \| Pablo Néruda \| Pablo Néruda \| \| \| 3 \| Jean Vilar \| Jean Vilar \| \| \| 3 \| César \| César \| \| \| \| \| \| \| \| 3 \| Delaunay-Belleville \| Delaunay-Belleville \| \| \| 3 \| Paul Éluard \| Paul Éluard \| \| \| \| Verbindungsgleis zur Linie T1 \| \| \| \| 3 \| Saint Denis – Gare \| Saint Denis – Gare \| \| \| 3 \| Pierre de Geyter \| Pierre de Geyter \| \| \| 3 \| Saint-Denis – Porte de Paris \| Saint-Denis – Porte de Paris \| |                      |                               |                               |
| U-Bahn-Kopfbahnhof Streckenanfang | 3                    | Épinay-Orgemont               | Épinay-Orgemont               |
| U-Bahn-Bahnhof | 3                    | Épinay-sur-Seine – Gare       | Épinay-sur-Seine – Gare       |
| U-Bahn-Haltepunkt / Haltestelle | 3                    | Gilbert Bonnemaison           | Gilbert Bonnemaison           |
| U-Bahn-Haltepunkt / Haltestelle | 3                    | Lacépède                      | Lacépède                      |
| U-Bahn-Bahnhof | 3                    | Rose Bertin                   | Rose Bertin                   |
| U-Bahn-Haltepunkt / Haltestelle | 3                    | Les Béatus                    | Les Béatus                    |
| U-Bahn-Haltepunkt / Haltestelle | 3                    | Les Mobiles                   | Les Mobiles                   |
| U-Bahn-Haltepunkt / Haltestelle | 3                    | Blumenthal                    | Blumenthal                    |
| U-Bahn-Strecke · U-Bahn-Betriebsstelle Streckenanfang |                      | Depot                         | Depot                         |
| U-Bahn-Strecke · U-Bahn-Bahnhof | 3                    | Villetaneuse-Université       | Villetaneuse-Université       |
| U-Bahn-Strecke · U-Bahn-Haltepunkt / Haltestelle | 3                    | Pablo Néruda                  | Pablo Néruda                  |
| U-Bahn-Strecke · U-Bahn-Haltepunkt / Haltestelle | 3                    | Jean Vilar                    | Jean Vilar                    |
| U-Bahn-Strecke · U-Bahn-Bahnhof | 3                    | César                         | César                         |
| U-Bahn-Strecke nach links · U-Bahn-Abzweig geradeaus und von rechts |                      |                               |                               |
| U-Bahn-Haltepunkt / Haltestelle | 3                    | Delaunay-Belleville           | Delaunay-Belleville           |
| U-Bahn-Haltepunkt / Haltestelle | 3                    | Paul Éluard                   | Paul Éluard                   |
| U-Bahn-Kreuzung |                      | Verbindungsgleis zur Linie T1 | Verbindungsgleis zur Linie T1 |
| U-Bahn-Bahnhof | 3                    | Saint Denis – Gare            | Saint Denis – Gare            |
| U-Bahn-Haltepunkt / Haltestelle | 3                    | Pierre de Geyter              | Pierre de Geyter              |
| U-Bahn-Kopfbahnhof Streckenende | 3                    | Saint-Denis – Porte de Paris  | Saint-Denis – Porte de Paris  |

Die Linie 8 der Straßenbahn Île-de-France (T8) ist eine klassische Straßenbahn auf einer Neubaustrecke. Seit ihrer Inbetriebnahme am 16. Dezember 2014 hat sie das Nahverkehrsangebot im Département Seine-Saint-Denis nördlich der französischen Hauptstadt wesentlich verbessert.
Wegen der Streckenführung – eine Stammstrecke mit zwei Zweiglinien, was auf einer Karte an ein Y erinnert – wird die Strecke oft auch als Tram'y bezeichnet. Die knapp 8,5 km lange Kilometer lange Trasse verbindet die Gemeinden Saint-Denis, Villetaneuse und Épinay-sur-Seine miteinander. Sie dient auch als Zubringer zur Métrolinie 13, denn die Métrostation Saint-Denis – Porte de Paris ist zugleich die südliche Endstation der Linie 8. Betreiber ist die RATP.

## Die historischen Linien 54 und 65
Im ersten Drittel des 20. Jahrhunderts gab es im Gebiet nördlich von Paris mehrere Straßenbahnlinien.
Die entlang des Seinebogens verlaufende Linie 54 existierte von 1900 bis 1935. Der Nord-West-Zweig der T8 folgt im Bereich Saint-Denis – Épinay im Wesentlichen der alten Trasse.
Der Nordabschnitt der damaligen Linie 65 entspricht in etwa dem Nord-Zweig der neuen T8.

## Die neue Linie T8

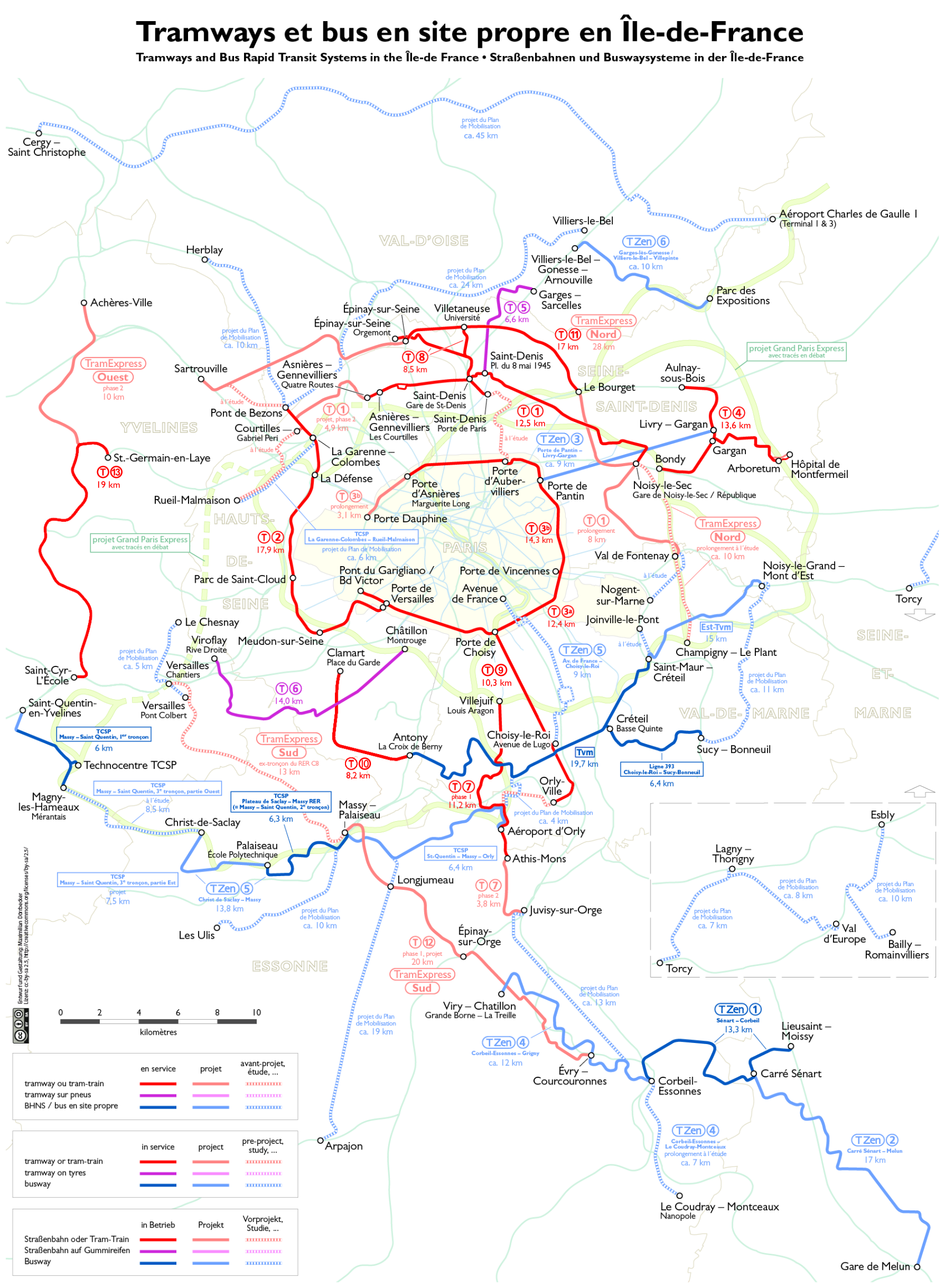
Karte der Pariser Straßenbahnen T1 – T8

Bereits 1999 wurde diese Strecke in den sog. Contrat de projets État-région 2000–2006 aufgenommen. Dies sind Abkommen, in welchem sich Staat und die Regionen über zu fördernde und notwendige Infrastrukturmaßnahmen absprechen.
Das Syndicat des transports d’Île-de-France (kurz STIF genannt) gab im Jahr 2003 seine grundsätzliche Zustimmung.
Ein Jahr später wurde festgelegt, dass eine klassische Straßenbahn auf Stahlschienen und kein spurgeführter Oberleitungsbus gebaut werden soll. Nach öffentlichen Anhörungen in den betroffenen Gemeinden wurde das Projekt in einer Déclaration d'utilité publique, also als wichtig für das Gemeinwohl eingestuft. 2008 wurden Kostenberechnungen durchgeführt und die Aufteilung der Kosten auf die verschiedenen Kostenträger festgelegt.
Im Februar 2009 erhielt diese Linie offiziell die Nummer „8“, während die endgültigen Namen der Haltestellen erst relativ spät festgelegt wurden.
Die Bauarbeiten begannen im Juni 2010.
Mitte September 2013 wurden die ersten Schienen miteinander mit Hilfe des Aluminothermie-Schweißens verschweißt. Insgesamt mussten mehr als 2000 Schweißnähte angebracht werden.
Die Anlagen werden so weit wie möglich umweltfreundlich gestaltet: so sind z. B. mehr als 6 km der Strecke mit Rasengleis versehen. Bei Bedarf wird die Pflanzendecke bewässert. Dies erfolgt jeweils nachts.
Mit den Fahrten nach Fahrplan – aber noch ohne Fahrgäste – wurde im November 2014 begonnen. Der reguläre Bahnverkehr begann am 16. Dezember 2014.

## Finanzierung des Projektes
Die Vereinbarungen die Kostenbeteiligung durch die verschiedenen Träger sehen folgendes vor: Die Baukosten in Höhe von knapp 250 Mio. Euro (Kostenschätzung aus dem Jahr 2007!) werden folgendermaßen aufgeteilt: Die Region Île-de-France übernimmt 91,28 %, der Staat 2,17 %, das Département Seine – Saint-Denis 5,69 %, der Gemeindeverband Plaine Commune 0,74 und die RATP 0,12 %.
Die Beschaffungskosten für das Rollmaterial in Höhe von rund 43 Millionen Euro finanziert das STIF.

## Streckenverlauf

### Allgemeine Beschreibung der Strecke

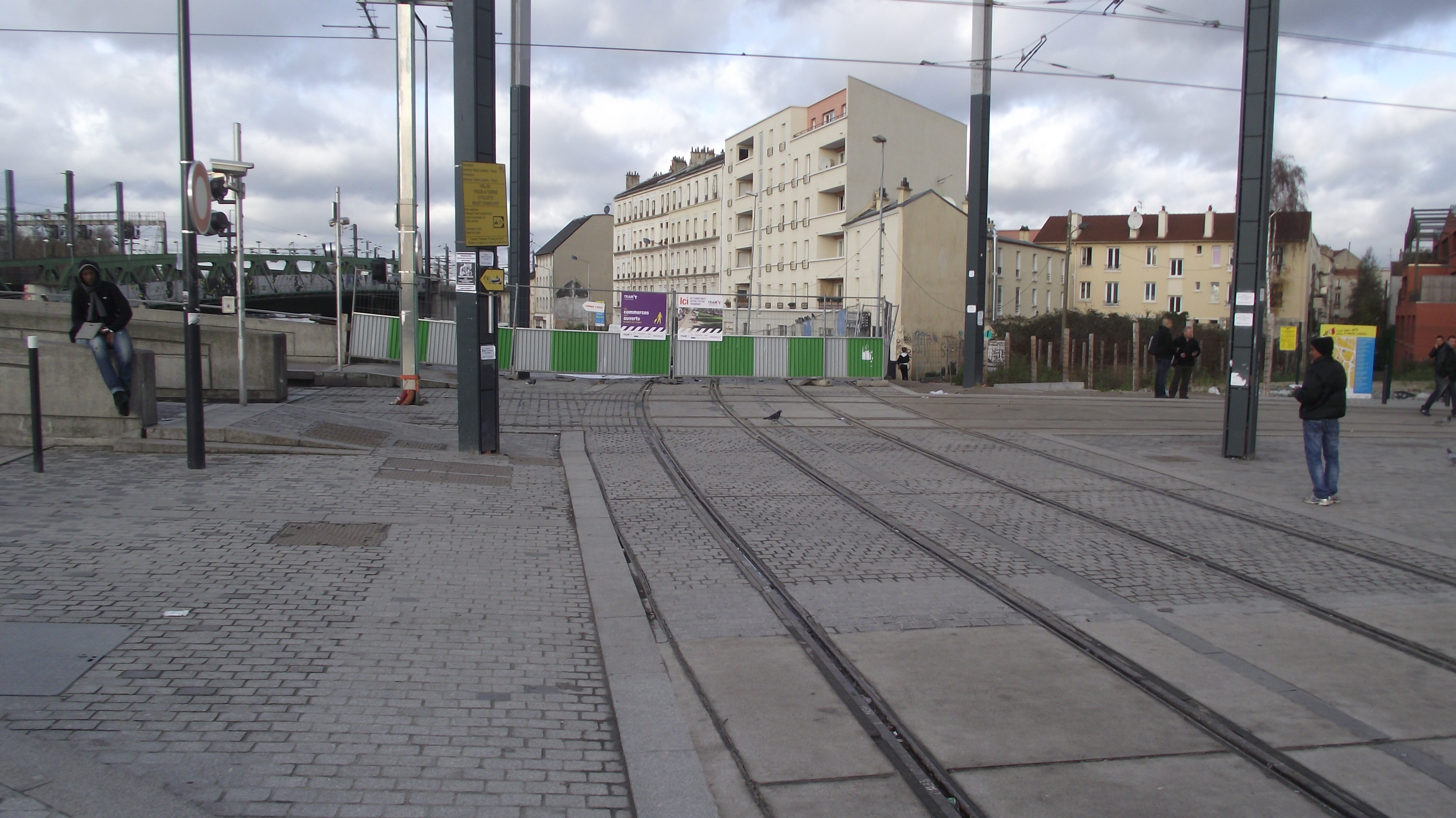
Kreuzung der Linien T1 und T8 in der Nähe der Haltestelle Saint-Denis Gare

Die Stammstrecke liegt im Süden des zu erschließenden Gebiets. Sie hat 5 Haltestellen, welche alle auf dem Gebiet der Stadt Saint-Denis liegen: Die Endhaltestelle hat Anschluss an die Métrolinie 13; die Haltestelle Saint-Denis – Gare bietet Umstiegsmöglichkeiten zur Straßenbahn T1, zur RER-Linie D und zum Transilien H, und über letzteren eine schnelle Verbindung zum Bahnhof Gare du Nord.
Der Nord-West-Zweig mit 8 Haltestellen liegt auf dem Gebiet von Épinay-sur-Seine. Es gibt dort Anschluss an die RER-Linie C und ab Ende 2016 auch an den Tram Express Nord.
Der Nord-Zweig durchquert das Gemeindegebiet von Villetaneuse und hat vier Haltestellen. Die dortige Endstation Villetaneuse-Université erhält ebenfalls ab Ende 2016 einen Umstieg zum Tram Express Nord.

## Die Fahrzeuge

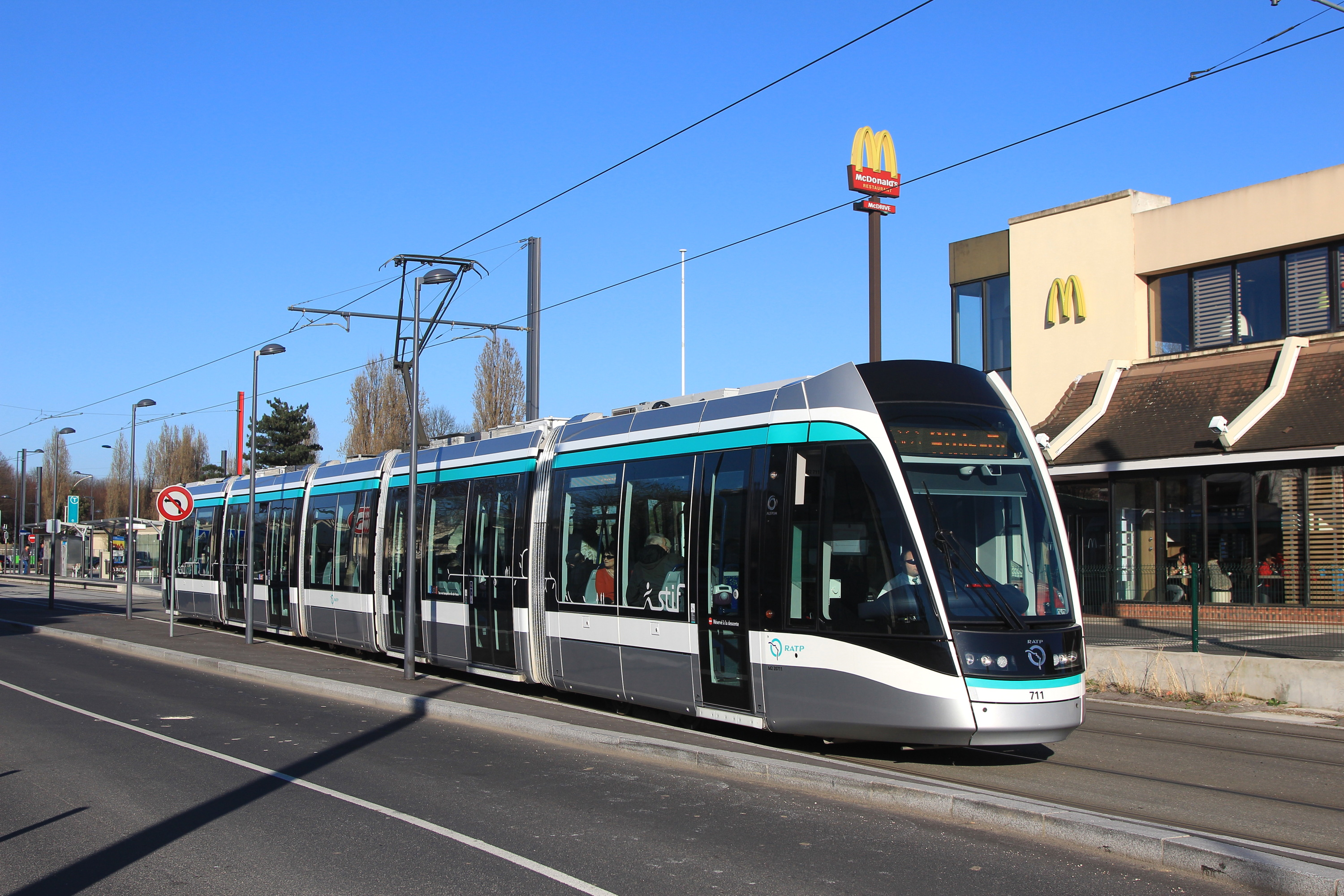
Eine Bahn der Linie T7 – sie ist baugleich mit den Fahrzeugen der Linie T8

Auf der Strecke T8 kommen Fahrzeuge Alstom Citadis vom Typ 302 zum Einsatz. Die Bestellung erfolgte bereits im Januar 2011 als zweite Tranche eines Liefervertrags mit Alstom, Die erste Tranche betraf die 19 Fahrzeuge für die Linie T7. Die Pariser Straßenbahnen haben Optionen für den Kauf von insgesamt 70 Garnituren.
Die ersten Fahrzeuge für die Linie T8 wurden Anfang 2014 ausgeliefert.

## Betriebshof

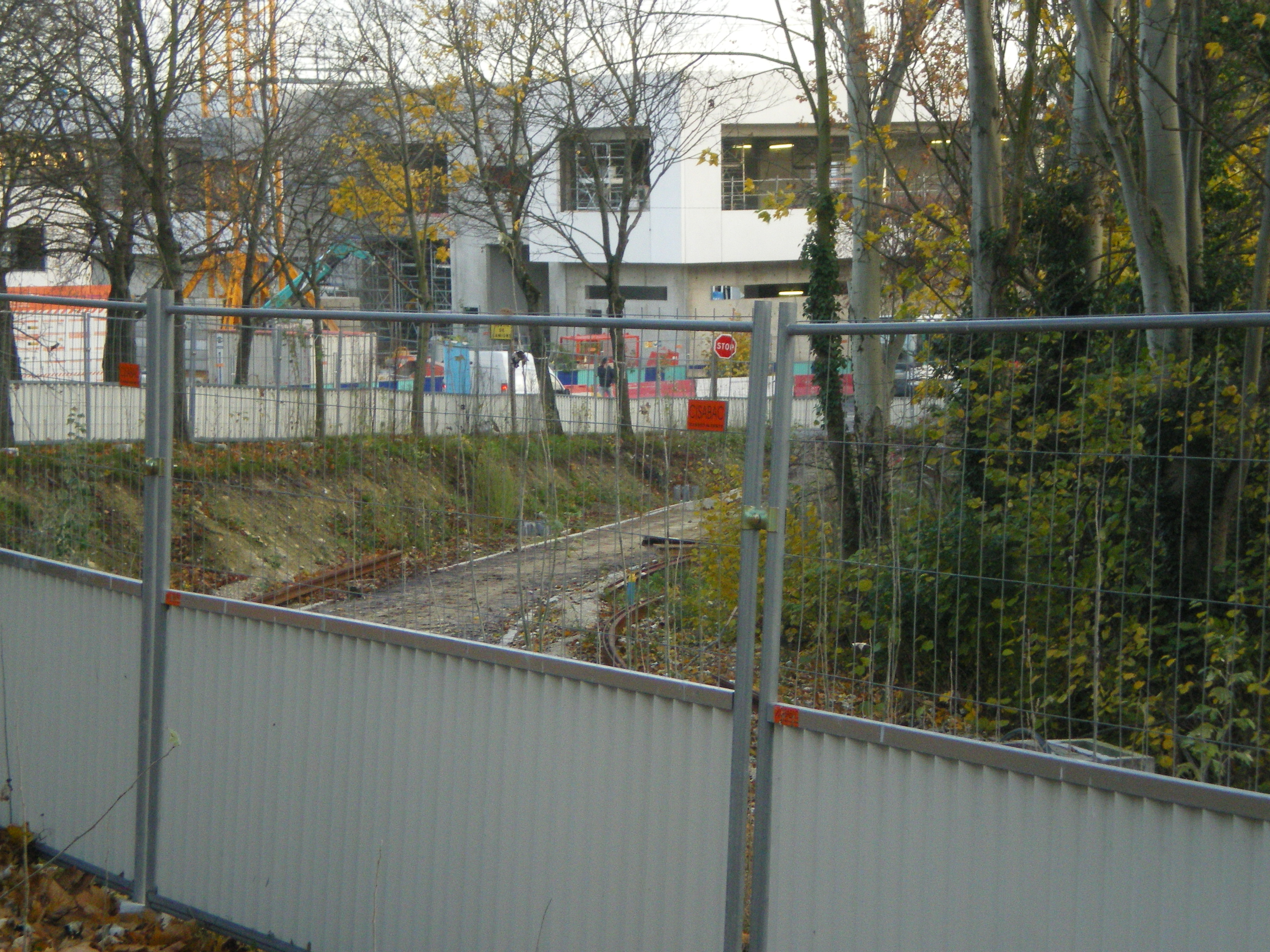
Blick auf die Trasse der Zufahrtsgleise zum künftigen Betriebshof (Nov 2012)

Der Betriebshof trägt die Bezeichnung Site de Maintenance et Remisage (SMR) und wurde auf einem 20.000 m² großen, in Nähe der Endstation des Nord-Zweiges gelegenen Gelände in der Gemeinde Villataneuse errichtet. Neben den Werkstätten, einer Waschstraße und Abstellgleisen für 20 Straßenbahnzüge befinden sich hier auch die Einrichtungen für den Betrieb der Linie. Der Betriebshof wurde am 26. Mai 2014 offiziell seiner Bestimmung übergeben.

## (Erwartete) Fahrgastzahlen und Betriebszeiten
Die Fahrgastzahlen erfüllen mit 55 000 Fahrgästen (März 2017) pro Tag bzw. 16 Millionen pro Jahr die Erwartungen der Planer.
Die Betriebszeit geht von 5:30 Uhr morgens bis 0:30 Uhr. An Sonn- und Feiertagen ist Betriebsbeginn um 6.00 Uhr. Zu den Hauptverkehrszeiten fahren die Bahnen auf der Stammstrecke im 3-Minuten-Abstand, was auf den beiden Zweigstrecken zu einem 6-Minuten-Takt führt. Eine Fahrt zwischen südlicher Endstation und der Endstation des Nord-West-Zweiges dauert 22 Minuten.
Zwischen Südlicher Endstation und der Endstation des Nord-Zweiges sind die Bahnen 14 Minuten lang unterwegs.

## Geplante Streckenverlängerungen

### Verlängerung nach Süden
Im Rahmen der Bewerbung der Stadt Paris für die Olympischen Sommerspiele des Jahres 2012 war geplant, vorrangig eine südliche Spange zu bauen, welche das geplante Olympia-Viertel (südöstlich des Stade de France) erschließen sollte. Nachdem aber Paris den Zuschlag nicht erhielt, wurde auch diese Straßenbahnlinie nicht gebaut.
Aber sowohl die Stadt Paris, als auch die Umlandgemeinden haben weiterhin großes Interesse daran, bisher verkehrstechnisch eher schlecht erschlossenen Wohngebiet mit hoher Bevölkerungsdichte und Gewerbegebiete besser miteinander zu verknüpfen.
Längs der etwa 5,5 km langen Strecke entstehen 9 oder 10 weitere Haltestellen. Dadurch entstehen Umsteigemöglichkeiten zur Metrolinie 12, zur geplanten Linie 15 des Grand Paris Express und zur RER-Linie B. Endstation wird die neugeschaffene Station Rosa Parks des RER E. Dort hält auch bereits die Straßenbahnlinie T3b.
Im Herbst 2013 genehmigte das STIF knapp 400 000 Euro für eine Machbarkeitsstudie, und im Frühjahr 2017 kam es zu einer Vereinbarung der beteiligten Gebietskörperschaften zur Finanzierung von weitergehenden Planungen in Höhe von 3,5 Millionen Euro.
Ein von mehreren öffentlichen Einrichtungen getragenes Planungsbüro (darunter Staat, Stadt Paris, RATP, Industrie und Handelskammer) schlägt darüber hinaus vor, unter Verwendung eines Abschnitts des sog. kleinen Eisenbahngürtels, die Strecke weiter nach Süden zu führen, um das 19. und 20. Arrondissement von Paris besser zu erschließen. Es gibt drei verschiedene Varianten: Die Linie könnte am Parc des Buttes-Chaumont, an der Porte de Vincennes oder am Bahnhof Gare de Lyon enden.

### Verlängerungen im Norden bzw. Nordwesten
Von den Nachbargemeinden Montmagny bzw. Argenteuil kommt der Wunsch den Nord- bzw. den Nordwestzweig zu verlängern. Die Planungsbehörden haben sich aber noch nicht dazu geäußert.